# ステレグーシチイ (大型対潜艦)
ステレグーシチイ（ロシア語:Стерегущийスチリグーシイ）は、ソ連で建造された大型対潜艦(Большой противолодочный корабль)である。艦名は、「番をする」といった意味のロシア語の能動形動詞である。日露戦争で英雄的な戦闘ののち沈んだ水雷艇の艦名を受け継いだ名称である。

## 概要

### 建造
ステレグーシチイは、61号計画によって建造される10 隻目の艦艇として起工された。工場番号は755号艦であった。ステレグーシチイは、1964年7月9日にソ連海軍に登録された。
1964年7月26日にレニングラート（現サンクトペテルブルク）のA・A・ジュダーノフ記念第190造船工場（現在のセーヴェルナヤ・ヴェールフィ）で起工、1966年2月20日には進水、同年12月21日に竣工し、1967年1月7日付けで太平洋艦隊に配備された。

### 活動
1968年には、アジアから中東への往復航海を実施した。まず、3月17日から24日の間にはインドのマドラス（現チェンナイ）を訪問、続いて4月3日から4月6日の間にはボンベイ(現ムンバイ)を訪問した。そして、4月17日から24日にはソマリアのモガディシオ、5月11日から19日にはイラクのウンム・カスルとバスラ、5月25日から6月2日にはパキスタンのカラチ、6月5日から6月9日にはイランのバンダレ・アッバース、6月中に南イエメンのアデン、7月6日から11日にはスリランカのコロンボを歴訪した。
1978年12月31日付けで戦列を外され、保管状態に置かれた。ソビエト連邦の崩壊に至ってもまだ繋留されたまま残存していたが、資金資産局への引渡しと解体・売却のため1993年6月30日付けで退役、1994年2月11日付けで除籍された。同年9月20日にはアメリカ合衆国の企業へ売却され、その後、1995年に解体作業のためインドへ曳航された。